# ペトリキウカ塗り
ペトリキウカ塗り（ウクライナ語: Петриківський розпис、通称：ペトリキウカ）は、ウクライナのドニプロのペトリキウカで生まれた民俗装飾・伝統工芸である。18世紀に遡る起源を持ち、幻想的な花や自然をモチーフとした装飾が特徴で、2013年にユネスコの無形文化遺産に登録された。

## 概要

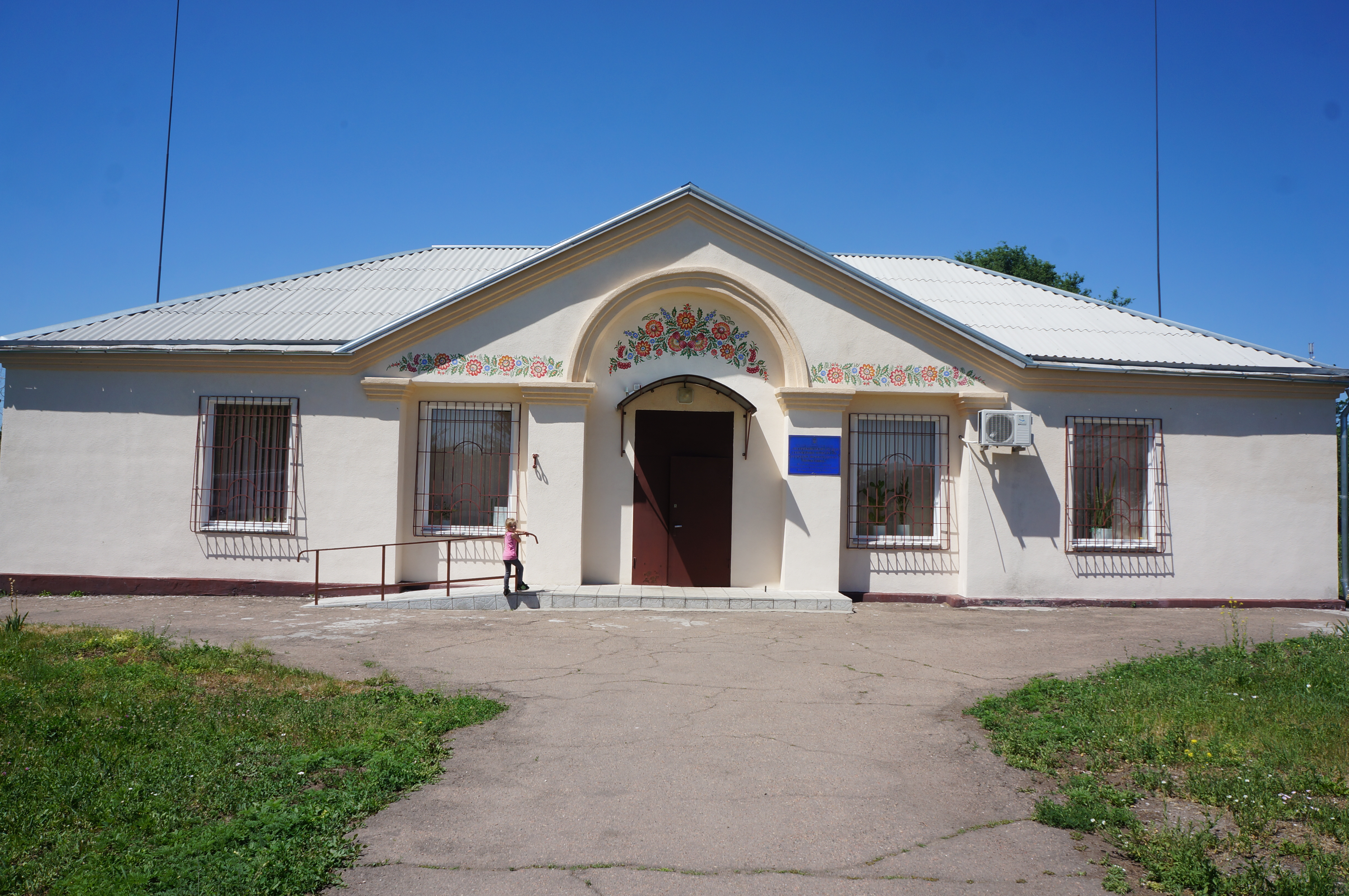
ペトリキウカ民俗博物館の展示

ペトリキウカ塗りは、ウクライナ中部のドニプロペトリキウカで発展した装飾芸術である。18世紀にコサックの入植と共に始まり、19世紀後半から20世紀初頭に現代的な形式が確立した。農民が自宅の壁、家具、楽器に描いた壁画（ウクライナ語: стінопис）や「マリョーフカ」（紙の装飾画）に起源を持つ。
主なモチーフは幻想的な花、鳥、植物で、現地の動植物に基づく。雄鶏は「火」や「精神の目覚め」、鳥は「光」「調和」「幸福」を象徴する。伝統的に自然由来の顔料（花、草、木の皮）と猫の毛の筆（ウクライナ語: кошачка）を使用し、独特の筆技法で描かれる。現代ではアクリル絵具や合成筆も普及し、多様な素材（陶器、布、ガラス）に展開している。

## 歴史

### 起源と発展
ペトリキウカ塗りは、18世紀にポルタヴァ州やスロボダ・ウクライナからの入植者によりドニプロ地方に持ち込まれた。初期は壁画や木製の箱（特に結婚用の箱）に施され、桜（赤）、雑草（緑）などの自然顔料を使用。19世紀後半から紙に描く「マリョーフカ」が普及し、農村の女性が家屋を飾る技術として発展した。
1911年と1913年、民族学者ドミトロ・ヤヴォルニツィキーの調査で記録され、1913年のサンクトペテルブルクでの展示が初の公式発表とされる。1935-36年にキエフ、レニングラード、モスクワで展示会が開催され、テティアナ・パタらが「人民芸術の巨匠」に認定された。

### 工業化とソビエト時代
1936-44年、マルファ・ティムチェンコやヴィーラ・クリメンコ＝ジュコーヴァらがキエフに移り、陶器や漆塗りにペトリキウカ塗りを応用。1958年、ペトリキウカに「友情（Дружба）」工場が設立され、フェディール・パンコ主導で大量生産を開始。ソビエト時代には80カ国に輸出したが、2006年に破産、2011年に設備が破壊された。

### 現代
2012年、ドニプロ劇場芸術カレッジでペトリキウカ塗りの専門教育が開始。2013年、リュドミラ・ゴルブーリャ作の公式ロゴが登録され、ユネスコ無形文化遺産に登録された。2016年、ウクライナ国立銀行が5フリヴニャと10フリヴニャの記念コインを発行。
2022年のロシアによるウクライナ侵攻以降、ペトリキウカ塗りはウクライナの文化的アイデンティティを象徴する存在として注目を集め、国際的な展示やワークショップが増加している。

## 技法
ペトリキウカ塗りは幻想的な花（ダリア、アスター、チューリップ、カミツレ、ヤグルマギク、カリーナなど）を中心に、鳥や動物（特に火の鳥は幸福を象徴）を描く。伝統的に白い背景を用いるが、現代では黒や青も使用される。主な技法は以下の通り：
- 「гребінець」：筆を押して太く、軽く引いて細くする。
- 「зернятко」：軽いタッチから強い筆圧で描く。
- 「горішок」：2つのгребінецьを対称に配置。
- 「перехідний мазок」：2色の絵具で滑らかな色変化を作る[12]。

道具は猫の毛の筆（ウクライナ語: кошачка）、葦の茎、指など。顔料は伝統的に植物や土から抽出し、卵黄や牛乳で混ぜるが、現代ではアクリル絵具が一般的。

## 文化的意義
ペトリキウカ塗りは、ウクライナ農村文化の象徴であり、女性の創造性と地域のアイデンティティを体現する。魔除けや繁栄を願う民間信仰に根ざし、ピサンカやサムチキウカ塗りと共通する。モチーフの象徴性（例：雄鶏は生命力、火の鳥は再生）は、ウクライナの民話や神話に由来する。
2014年のウクライナ危機以降、ペトリキウカ塗りは国家の文化的復興のシンボルとなり、国際的な認知度が高まった。ユネスコ登録（2013年）は、ウクライナの民芸保護を加速し、若者への継承を促進した。

## 著名な職人
- テティアナ・パタ（ウクライナ語版）（1884-1976）：現代ペトリキウカ塗りの基礎を築き、1935年に学校を設立[6]。
- マルファ・ティムチェンコ（ウクライナ語版）（1922-2009）：陶器への応用で知られ、ソビエト指導者が外国首脳に贈呈[15]。
- フェディール・パンコ（ウクライナ語版）（1924-2007）：工場と実験工房を主導、現代的発展に貢献[6]。
- 現代：ナタリア・スタティヴァ＝ジャルコ（ウクライナ語版）、ガリナ・ナザレンコ（ウクライナ語版）、ヴァレンティナ・パンコ（ウクライナ語版）らが国際展示で活躍[16]。

## 文化的応用
- 建築：キエフの聖ユーリー寺院（ウクライナ語版）（ガリナ・ナザレンコ（ウクライナ語版）とイリナ・キーベツ（ウクライナ語版）による装飾）、パリのウクライナ文化センター（ウクライナ語版）（旧アラン・ドロン邸）[17]。
- 記録：2012年、120mの装飾フェンスがウクライナ記録簿（ウクライナ語版）に登録[18]。
- 商業利用：現代では、ファッション（服、アクセサリー）、インテリア（壁紙、食器）、広告デザインに採用され、ウクライナ国内外で人気[19]。

## 国際的影響
ペトリキウカ塗りは、ユネスコ登録以降、国際的な認知度が向上し、ウクライナの文化大使として機能している。2015年以降、欧州（フランス、ドイツ）、北米（カナダ、米国）、アジア（日本、中国）で展示会やワークショップが開催された。特に日本の伝統工芸（例：友禅）との類似性が注目され、2019年の東京での展示では共同ワークショップが実施された。
2022年のロシアによるウクライナ侵攻後、ペトリキウカ塗りはウクライナの抵抗と文化的復興のシンボルとして、難民コミュニティやディアスポラによるワークショップが世界中で開催されている。カナダのトロントでは、2023年にペトリキウカ塗りの慈善展示が開催され、収益がウクライナ支援に寄付された。

## 教育と継承
ペトリキウカ塗りの継承は、ウクライナの教育機関や民間イニシアチブを通じて強化されている。2012年のドニプロ劇場芸術カレッジでの専門コース開設以降、若者への技術伝承が加速した。2020年以降、オンライン講座（例：ナタリア・スタティヴァ＝ジャルコ主催）が普及し、国際的な学習者も増加している。
地域では、ペトリキウカ村のペトリキウカ民俗博物館がワークショップを開催し、観光客や地元住民に技法を教えている。2024年、ウクライナ文化省はペトリキウカ塗りを学校カリキュラムに導入する計画を発表し、さらなる普及を目指している。

## ギャラリー

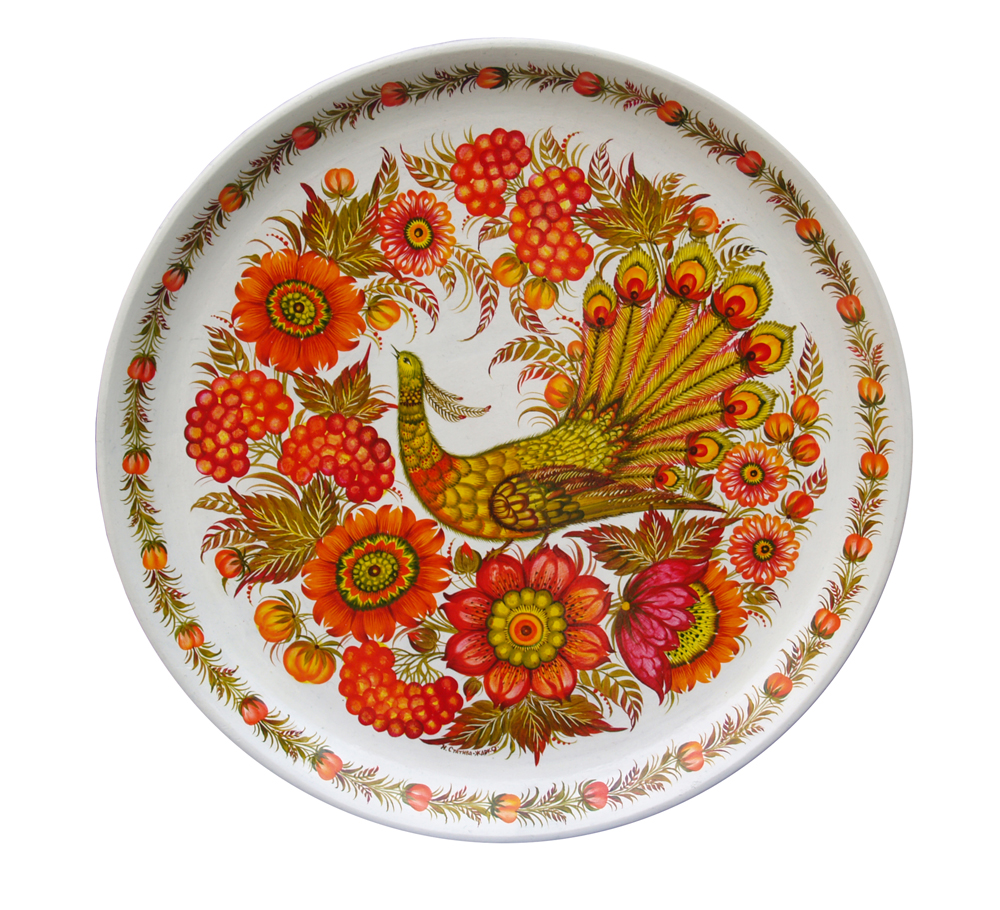
ナタリア・スタティヴァ＝ジャルコ（ウクライナ語版）作「8月」
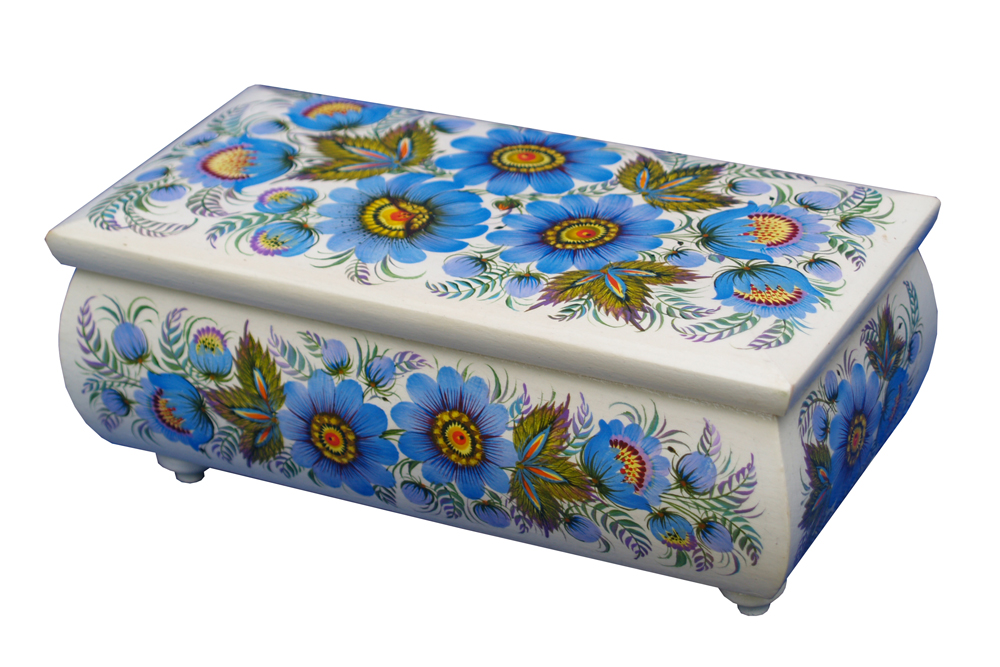
ナタリア・スタティヴァ＝ジャルコ（ウクライナ語版）作
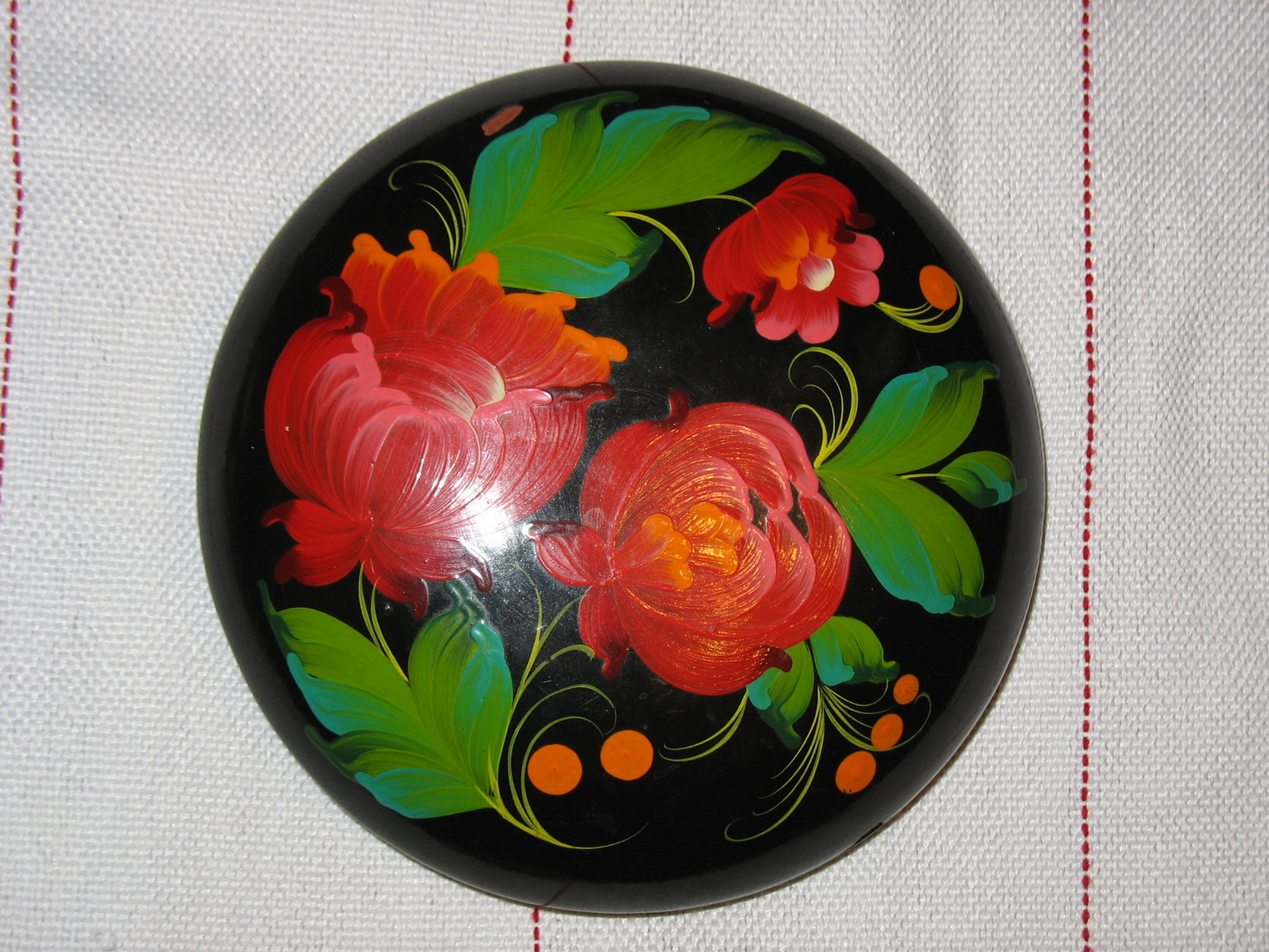
1980年代の箱
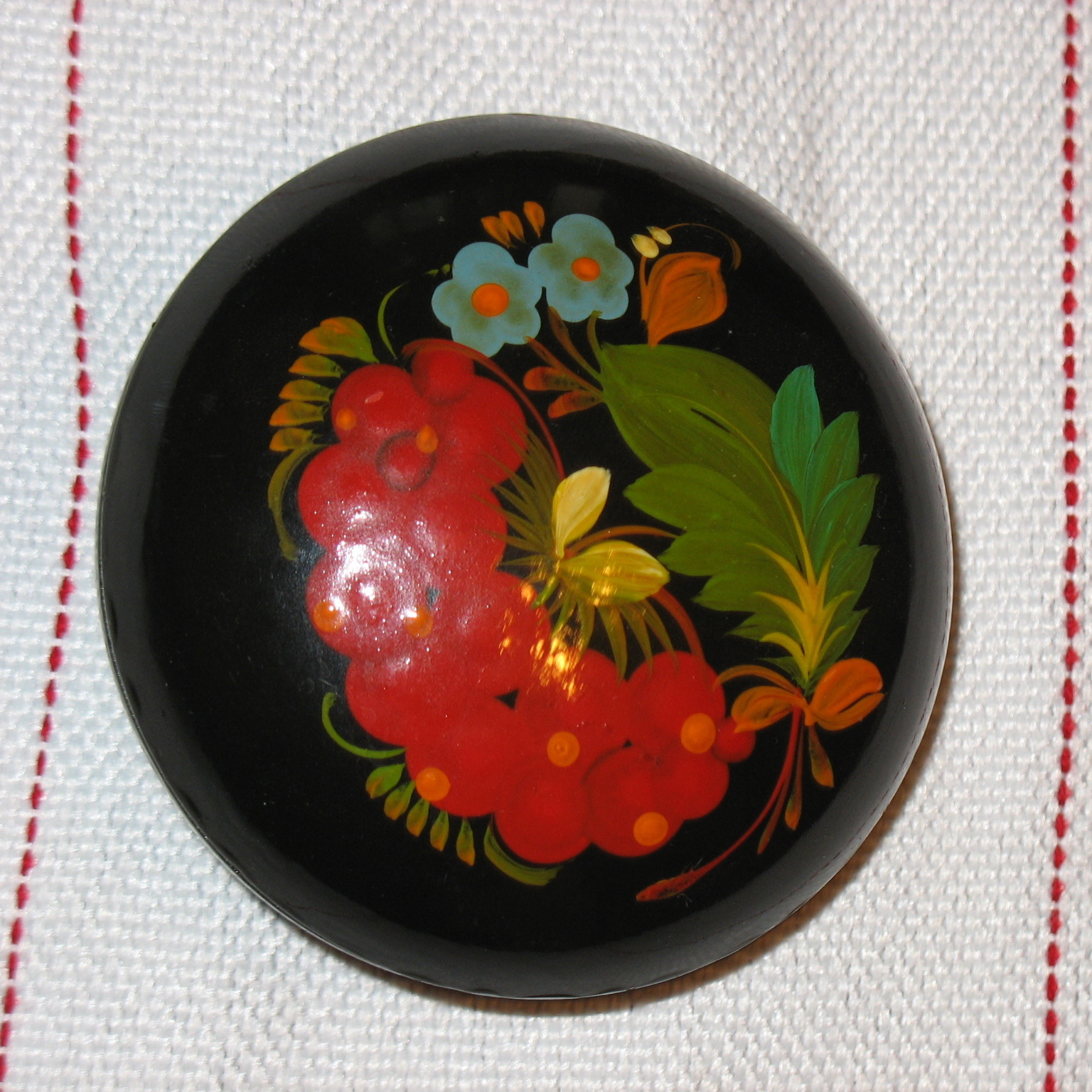
カリーナの箱、1980年代
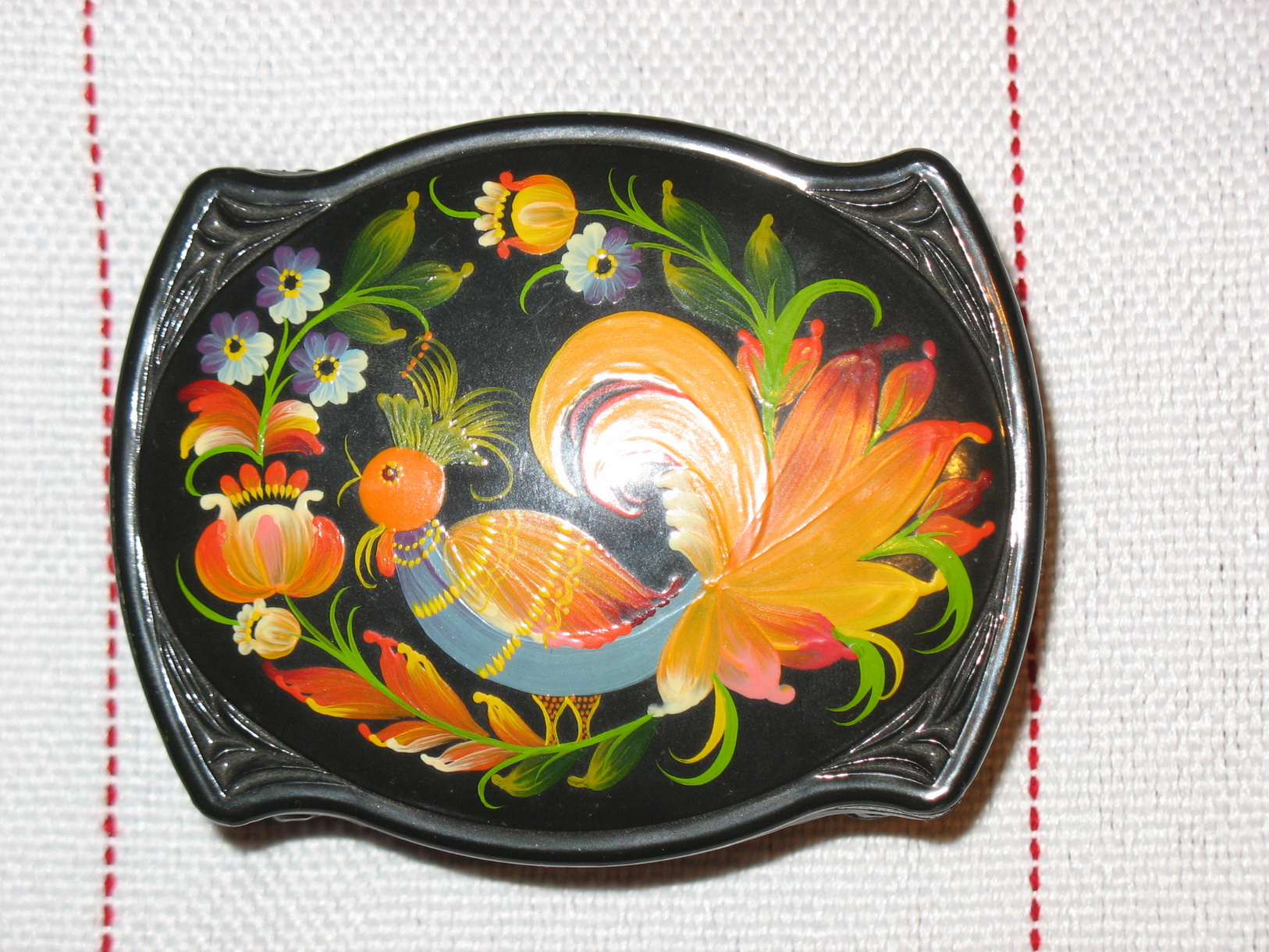
火の鳥の箱、1980年代
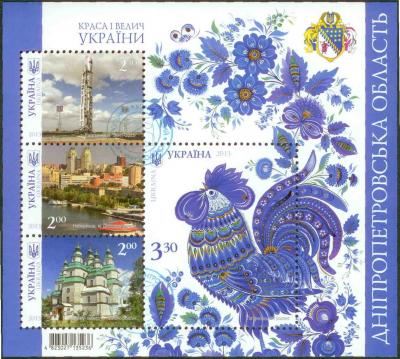
ヴォロディミル・グルシチェンコ（ウクライナ語版）作の2013年切手